# Theretra celata
Theretra celata är en fjärilsart som beskrevs av Butler 1877. Theretra celata ingår i släktet Theretra och familjen svärmare. Inga underarter finns listade i Catalogue of Life.